# In keiner Schublade
In keiner Schublade – Erfahrungen im geteilten und vereinten Deutschland ist ein Sachbuch aus dem Bereich Politik von Hans Joachim Meyer.
Es beschreibt sein Wirken als Wissenschaftspolitiker, Minister und ranghöchster Laienkatholik im Zentralkomitee der deutschen Katholiken. Dabei kommt der Autor auch zu unbequemen Thesen und Einschätzungen.
Das Buch ist keine Biografie oder Memoirenliteratur im eigentlichen Sinn, z. B. gibt es keinen Rückblick auf Herkunft, Kindheit und Jugend. Vielmehr wird in diesem Buch sein „politisches Leben“ umrissen und sein Anteil bei der Transformation der DDR-Gesellschaft nach der friedlichen Revolution und bei der Anpassung der DDR-Institutionen im Bereich der Wissenschaft und Bildung an die bundesdeutschen Verhältnisse sowie beim Neuaufbau des Freistaates Sachsen dargestellt. Er beschreibt die gemeinsame Arbeit mit Weggefährten, geht aber auch mit den politischen Kontrahenten – sowohl aus der alten SED-Riege als auch aus den Reihen der radikalen Revolutionäre – hart ins Gericht. Immer wieder wird auch seine Kritik an den 68er-Westlinken thematisiert.

## Inhalt
Das Buch umreißt zunächst kurz sein Studium an der Deutschen Akademie für Staats- und Rechtswissenschaft in Potsdam und die Exmatrikulation wegen „bürgerlichen Denkens“ sowie seine Bewährung in der Produktion bei der Arbeiterklasse im VEB Lokomotivbau Potsdam-Babelsberg. (Die Arbeiter meinten aber, „unser Achim muss studieren“.) Danach erfolgte das Studium der Linguistik und Anglistik an der Humboldt-Universität in Berlin und seine Tätigkeit an dieser Universität.
Den weitaus größten Raum nimmt aber die Darstellung seines „politischen Lebens“ ein, als letzter DDR-Minister für Bildung und Wissenschaft in der Regierung de Maizière im Jahr 1990 und danach als Staatsminister für Wissenschaft und Kunst im Freistaat Sachsen von 1990 bis 2002.
Bei der Erneuerung der sächsischen Hochschulen hatte er an vier Fronten zu kämpfen:
1. gegen die alten SED-Genossen auf den bisherigen Lehrstühlen,
2. gegen die radikalen Revolutionäre, wie z. B. Matthias Rößler,
3. gegen westdeutsche Universitäten, die die Lehrstühle im Osten mit ihren Absolventen besetzen wollten,
4. gegen den Finanzminister Georg Milbradt, der stets darauf bedacht war, am Geld für die Universitäten und Hochschulen zu sparen.

Es ist die Wortmeldung eines Ost-Intellektuellen und Mitgestalters der Einheit, der fundiert auch seine oftmals gegensätzliche Meinung zum „Mainstream“ der bundesdeutschen Gesellschaft vertritt.
Er ist einer der wenigen, der sich kritisch mit der 68er-Ideologie der westdeutschen Linken auseinandergesetzt hat und sich zu den damit verbundenen Folgen für die Zukunft Deutschlands äußert.
Nach Meyer ist dies der sogenannte „akademisch-journalistische Komplex“, der die veröffentlichte Meinung abbildet.
Er beschreibt sehr eindringlich, wie sich die Haltungen der 68er-Linken, die meist auch gegen eine deutsche kulturelle Identität gerichtet sind, mit denen der Eliten überschneiden oder wie man „diese beiden gegensätzlichen und sich gleichwohl wechselseitig verstärkenden Haltungen“ einordnen muss.
Die Linken schlagen die Schneisen in die kulturelle Identität und die Eliten besetzen diese neuen „Leerräume“ und nutzen sie rücksichtslos für ihre Zwecke aus.
Das letzte Kapitel widmet sich seiner ehrenamtlichen Tätigkeit als Präsident des Zentralkomitees der deutschen Katholiken (ZdK), wobei er als aufgeklärter Reform-Katholik stets auf die Unabhängigkeit von den katholischen Bischöfen bedacht war.
In seinem Schlusswort „Ausklang in Moll“ zeigt er die Gefahren auf, die der demokratischen, offenen und pluralistischen Gesellschaft in Deutschland drohen. Durch Gerichtsurteile werden vielfach die Individualrechte gestärkt und das Gemeinwohlprinzip des Staates immer weiter zurückgedrängt.

## Zitate
- Zur Zäsur der deutschen Einheit, die keine grundlegende Veränderung des bundesdeutschen kulturellen Bewusstseins brachte: „Die bundesdeutschen Linken sahen mit Entsetzen, wie viel von den Einstellungen des deutschen Bürgertums im Osten überdauert hatte. Und die Konservativen fühlten sich von den sozialistischen Restbeständen an Gemeinschaftsgefühl und Staatserwartung bedroht.“ (S. 427)
- Zur Haltung der Eliten, wenn diese von sich behaupten: „Ich bin Amerikaner mit deutschem Pass.“
- Zur Haltung der deutschen Gesellschaft: „Sie gibt ihre Sprache auf und hofft, als Amerikaner verkleidet sich in eine bessere Welt mogeln zu können.“ (S. 607)
- Zu den Auswirkungen auf die Gesellschaft, wenn sich keiner der „linkskostümierten Feiglinge“ mehr getraut, unsinnigen Forderungen zu widersprechen.
- Zum Toleranz-Begriff: „Toleranz ist im Mund vieler zu einem Kampf- und Terrorwort geworden. Wer sich dem Anspruch dessen, was als zeitgemäß gilt, nicht beugt, gilt als intolerant.“ (S. 625)
- Im Volkszählungsurteil des Bundesverfassungsgerichts von 1984 sieht er den entscheidenden Bruch mit dem Grundgesetz von 1949: „Vor allem ist der Staat nach diesem Urteil nicht mehr ein Repräsentant des Allgemeininteresses, das in einer freiheitlichen Demokratie im Prinzip auch das Interesse der einzelnen Bürger einschließt, sondern er erscheint als Gegenüber des Bürgers und dessen potentieller Feind.“ (S. 754/55)
- Zum Datenschutz und zur informationellen Selbstbestimmung: Hier spricht er sich gegen „die heilig sprechende Wirkung des vom Bundesverfassungsgericht erfundenen Grundrechts auf informationelle Selbstbestimmung“ aus. (S. 757)

## Rezeption
Das Buch hat in der deutschen Gesellschaft und in den Medien bisher keine größere Beachtung erfahren. Es spiegelt aber sehr gut die Zeit des Umbruchs in der DDR und beim Aufbau der neuen Länder wider. Viele ältere Ostdeutsche können sich jedoch mit seinen Thesen anfreunden, da sie die westliche 68er-Revolte nicht miterlebt haben, aber ihre nicht nur positiven Folgen sehen.

## Ausgaben
- Hans Joachim Meyer: In keiner Schublade – Erfahrungen im geteilten und vereinten Deutschland, Herder-Verlag, 2015, 776 S., ISBN 978-3-451-32968-5